# Ohio State Route 153
La Ohio State Route 153 (SR 153, OH 153) és una carretera de l'estat d'Ohio, a la part nord-est dels EUA, de 14,69 milles (23,64 quilòmetres) de llarg d'est a oest. El terme occidental de SR 153 és en una intersecció senyalitzada amb direcció sud SR 43 en Canton (Ohio), al llarg d'un tram de la SR 43 on es divideix aquesta carretera en un apariat d'una via. SR 153 té el seu extrem oriental en SR 183 prop de 4 milles (6,4 km) al sud d'Alliance. Tota la ruta és al Comtat de Stark.

## Traçat
Tota la SR 153 és a la meitat oriental de Comtat de Stark. Cap part d'aquesta carretera estatal s'inclou com a part del sistema nacional de carreteres (NHS). El NHS és una xarxa de rutes decidits a ser més important per a l'economia de la mobilitat i la defensa de la nació.

## Història
La designació SR 153 va ser establerta el 1932. El seu traçat original consistia en la part de l'alineació existent del SR 153 entre el seu terme occidental en la SR 43 en Cantó i la seva unió amb la SR 44 en Louisville (Ohio). SR 153 substitueix el que era una part de la SR 44 abans que la carretera va ser desviada per continuar cap al sud des de Louisville a East Canton. El 1937, la SR 153 s'estenia a l'est de Louisville al seu terme de l'est present en SR 183, que en el moment porta la designació SR 80. L'extensió utilitza una carretera del comtat-mantinguts.